# Đồng Khởi
Đồng Khởi is een xã in het district Châu Thành, een van de districten in de Vietnamese provincie Tây Ninh. Thái Hòa heeft ruim 11.100 inwoners op een oppervlakte van 34,71 km².

## Geografie en topografie
Đồng Khởi ligt in het noordoosten van Châu Thành. In het noorden grenst Đồng Khởi aan Tân Biên. De aangrenzende xã is Trà Vong. In het oosten grenst Đồng Khởi aan thị xã Tây Ninh. De aangrenzende xã is Bình Minh. De overige aangrenzende xã's zijn Thái Bình, Hảo Đước en An Cơ.

## Verkeer en vervoer
Een belangrijke verkeersader is de quốc lộ 22B. Deze weg is een afgeleide weg van de quốc lộ 22 en gaat van thị trấn Gò Dầu naar de grens met Cambodja.
Een andere verkeersader is de tỉnh lộ 788. Deze weg verbindt Tân Bình in Tân Biên met Đồng Khởi en sluit daar aan op de quốc lộ 22. In Tân Bình sluit de weg aan op de 783 en de 791.